# Rebouças
Rebouças is een gemeente in de Braziliaanse deelstaat Paraná. De gemeente telt 14.637 inwoners (schatting 2009).

## Aangrenzende gemeenten
De gemeente grenst aan Fernandes Pinheiro, Irati, Rio Azul, São João do Triunfo en São Mateus do Sul.